# Oscar Hammerstein II
Oscar Hammerstein II, właściwie Oscar Greeley Clendenning Hammerstein (ur. 12 lipca 1895 w Nowym Jorku, zm. 23 sierpnia 1960 w Doylestown) – amerykański tekściarz, librecista i twórca musicali. Dwukrotny zdobywca Oscara w kategorii najlepsza oryginalna piosenka.
Jego dziadek pochodzenia niemiecko-żydowskiego, Oscar Hammerstein I był teatralnym impresario. Syn Williama i Alice z domu Nimmo, córki szkockiego emigranta. Oscar II rozpoczął kurs przygotowawczy do studiów prawniczych na Columbia University. Po śmierci ojca w 1914 roku rozpoczął karierę artystyczną.
Współpracował z Ottonem Harbachem i Jeromem Kernem. Najbardziej znanym wspólnym musicalem Kerna i Hammersteina był Show Boat (1927). W 1943 roku rozpoczął wieloletnią współpracę z Richardem Rodgersem. Ich pierwszym wspólnym musicalem była Oklahoma!.
Zmarł na raka żołądka w 1960 roku.

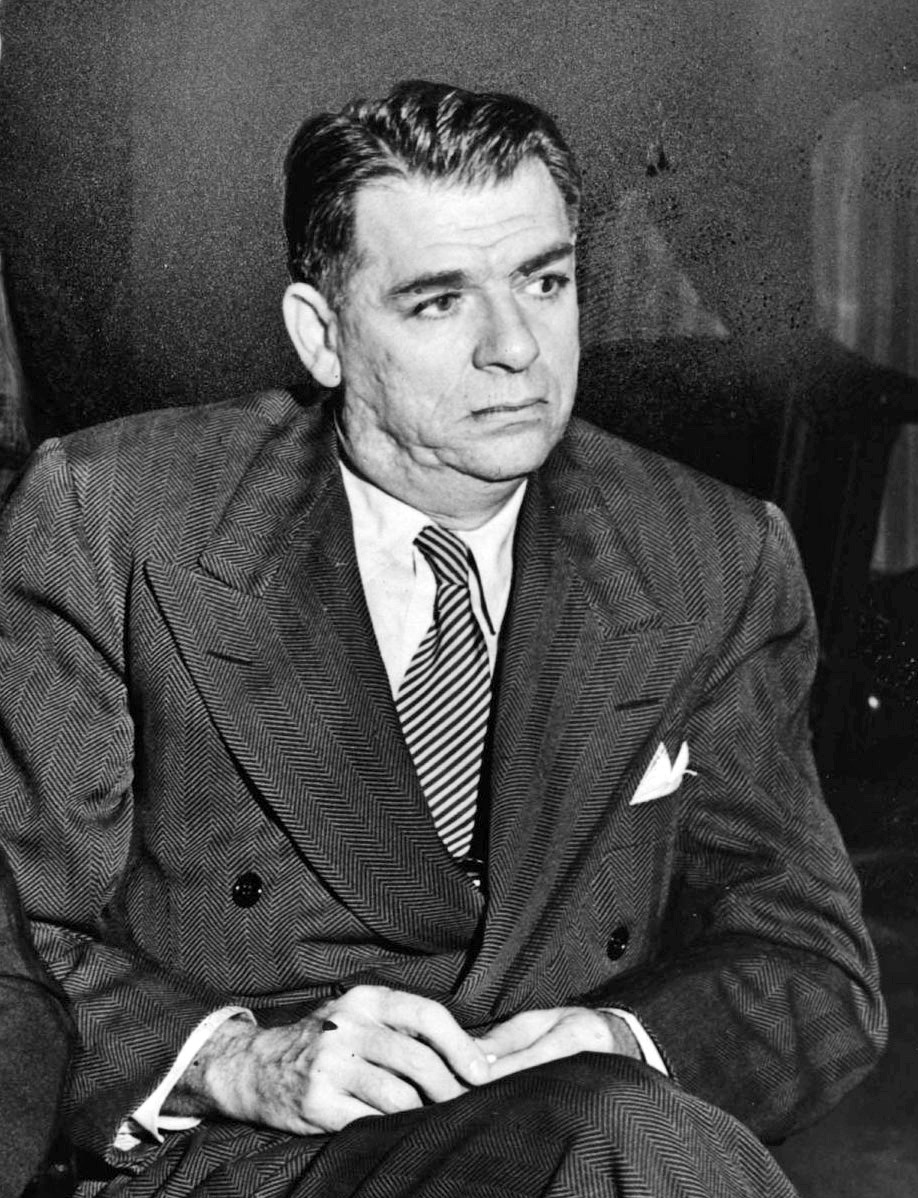
Hammerstein podczas przesłuchania w St. James Theatre (1948)